# Moussa Diagne
Moussa Diagne (* 11. Januar 1984 in Thiès, Senegal) ist ein US-amerikanisch-senegalesischer Basketballspieler.

## Karriere

### Schule und Studium in den USA
Der im Senegal geborene, aber in den USA die Highschool besuchende Diagne favorisierte zunächst Fußball als Lieblingssport, änderte seine Meinung aber, nachdem er seine Schwester im Fernsehen Basketball spielen sah. Dank langer Arme und außergewöhnlicher Athletik stellte er sich dabei recht schnell als talentiert heraus und wechselte nach der Highschool im Sommer 2003 an die Furman University. Im selben Jahr lief er auch erstmals für die Nationalmannschaft Senegals auf und erreichte beim Afrikacup immerhin das Halbfinale.
In seinem ersten Jahr am College legte er mit 7,6 Punkten und 4,1 Rebounds solide Statistiken auf, wofür er mit der Wahl in das All-Freshmen Team seiner Conference belohnt wurde. Nach einer weiteren starken Saison, in der er seine Statistiken nochmals deutlich steigern konnte (12,3 Punkte, 5,3 Rebounds), lief er im Juli 2005 in der Southern California Summer Pro League für das Team Senegal auf. Anschließend kehrte er an sein College zurück und wurde nach seinem Junior-Jahr (11,8 Punkte, 4,9 Rebounds) in das All Southern Conference 3rd Team gewählt. In seinem abschließenden vierten Jahr am College kam er auf 13,3 Punkte und 4,8 Rebounds pro Spiel.

### Profi in Deutschland
Im Sommer 2007 unterschrieb Diagne einen Vertrag bei der renommierten Spieleragentur Pro One Sports und wechselte wenig später zu den Telekom Baskets Bonn nach Deutschland. Dort sollte er den nach einem Kreuzbandriss in der Vorsaison noch verletzten Patrick Flomo ersetzen und nach dessen Rückkehr auf den Flügel-Positionen für Entlastung sorgen. Diese Rolle erfüllte er im Laufe der Saison immer besser und deutete an, warum ihn der Bonner Trainer Michael Koch vor der Saison als „Rohdiamanten“ bezeichnet hatte. So hatte er im entscheidenden fünften Halbfinalspiel gegen die Deutsche Bank Skyliners mit 15 Punkten entscheidenden Anteil am Finaleinzug der Bonner.
Nach der Finalniederlage gegen Berlin ließ Diagne die Ausstiegsoption in seinem Vertrag verstreichen. In der Saison 2008/2009 konnte er einen weiteren Schritt in seiner Entwicklung machen und steigerte sowohl sein offensives wie auch defensives Potential. Er wurde zu einem wichtigen Rollenspieler, der sowohl unter dem Korb als auch auf dem Flügel die nötigen Akzente setzten konnte. Diagne zog sich im Punktspiel gegen Ratiopharm Ulm eine Verletzung am ohnehin schon lädierten Knie zu, was das vorzeitige Ende der Saison bedeutete.
Sein Vertrag in Bonn wurde daraufhin nicht verlängert. Er blieb aber dort, um seine begonnene Reha zu beenden, und versuchte, wieder im Profisport Fuß zu fassen. Anfang Dezember 2009 gaben die Telekom Baskets bekannt, dass Diagne zum Kader der zweiten Mannschaft in der 2. Regionalliga gehört. Dort sollte er die Chance bekommen, Spielpraxis zu sammeln, und helfen, die Mannschaft zum Klassenerhalt zu führen. Nach dem geglückten Klassenerhalt wurde er für ein Spiel nochmal in den Bundesliga-Kader der Telekom Baskets berufen. Er bestritt damit ein Spiel in der Basketball-Bundesliga in der Saison 2009/2010. Zur Saison 2010/2011 gab er bekannt, dass er Bonn verlassen werde.
Mitte September 2010 unterschrieb Diagne einen befristeten Vertrag bei der EnBW Ludwigsburg in der Basketball-Bundesliga. Dieser wurde allerdings nicht verlängert und Moussa Diagne wurde von Ludwigsburg am 26. September 2010 wieder freigestellt. 2012 erwarb Diagne die B-Trainer-Lizenz beim DBB und arbeitet unter anderem als Video-Koordinator und Scout.

## Erfolge und Traineraktivitäten
- 2008: Deutscher Vizemeister mit den Telekom Baskets Bonn
- 2009: Deutscher Vizepokalsieger mit den Telekom Baskets Bonn
- 2009: Deutscher Vizemeister mit den Telekom Baskets Bonn
- 2012: Deutscher Basketball Bund (B-Lizenz) und Trainer bei der „SG BG Bonn-MTuS“
- 2013: Basketball Trainer beim TV Dellbrück
- 2014: Basketball Trainer an der „Bonn International School“